# 侧花香茶菜
侧花香茶菜（学名：Isodon secundiflorus）为唇形科香茶菜属下的一个种。